# Coronilla ramosissima
Coronilla ramosissima är en ärtväxtart som först beskrevs av John Ball, och fick sitt nu gällande namn av John Ball. Coronilla ramosissima ingår i släktet kroniller, och familjen ärtväxter. Inga underarter finns listade i Catalogue of Life.